# Москалівка (Роменський район)
Москалі́вка — село в Україні, в Сумській області, Роменському районі. Населення становить 178 осіб. Входить до складу Роменської міської громади. До 2020 орган місцевого самоврядування — Біловодська сільська рада.

## Географія
Село Москалівка розташоване на лівому березі річки Сула, вище за течією на відстані 1 км розташоване село Попівка, нижче за течією на відстані 3 км розташоване село Перекопівка, на протилежному березі — село Шумське.

## Історія
Село постраждало внаслідок геноциду українського народу, проведеного урядом СРСР 1923—1933 та 1946—1947 роках.
12 червня 2020 року, відповідно до розпорядження Кабінету Міністрів України № 723-р «Про визначення адміністративних центрів та затвердження територій територіальних громад Сумської області», село увійшло до складу Роменської міської громади.
19 липня 2020 року, в результаті адміністративно-територіальної реформи та ліквідації Роменського району(1930—2020), увійшло до складу новоутвореного Роменського району.

## Політика

### Парламентські вибори, 2019
На позачергових парламентських виборах 2019 року у селі функціонувала окрема виборча дільниця № 590484, розташована у приміщенні об’єкту дозвіллевої роботи.
Результати
- зареєстровано 113 виборців, явка 61,95%, найбільше голосів віддано за «Слугу народу» — 42,03%, за Радикальну партію Олега Ляшка — 17,39%, за Всеукраїнське об'єднання «Батьківщина» — 13,04%[3]. В одномандатному окрузі найбільше голосів отримав Максим Гузенко (Слуга народу) — 26,87%, за Віктора Ладуху (Всеукраїнське об'єднання «Батьківщина») — 23,88%, за Анатолія Кобзаренка (самовисування) — 16,42%[4].

## Економіка
- Молочно-товарна ферма.

## Пам'ятки
- Братська могила жертв фашизму та пам'ятник воїнам-землякам[d];

## Відомі люди
- Горшков Юрій Миколайович — український військовик, учасник російсько-української війни[5].
- Макаренко Микола Омелянович (4 лютого 1877 — 4 січня 1938) — український археолог і мистецтвознавець.
- Неофітний Роман Володимирович — український військовик, учасник російсько-української війни[6][5].